# Explosivo 008
Explosivo 008 es una película de Argentina en blanco y negro dirigida por James Bauer según su propio guion escrito en colaboración con Fred Heller que se estrenó el 19 de septiembre de 1940 y que tuvo como protagonistas a María Antinea, Lea Conti, Pablo Cumo, María de la Fuente y Vicente Padula.

## Reparto
- María Antinea
- Lea Conti
- Pablo Cumo
- María de la Fuente
- Fausto Etchegoin
- Vicente Padula
- Joaquín Petrocino
- Juan Sarcione
- Nicolás Taricano
- Felipe Panigazzi
- Ilze Gonda

## Argumento
Una intriga de espionaje y un enredo pasional se desenvuelven alrededor de la revolucionaria invención de un arma secreta.

## Comentarios
Los ecos de la guerra mundial resuenan en este film de clase B, que se consideraba perdido hasta que fue restaurado en 2004 en forma conjunta por APROCINAIN y el Festival Internacional de Cine de Mar del Plata.